# Jan Velkoborský
Jan Velkoborský (ur. 14 lipca 1975 w Pilźnie) – czeski piłkarz występujący na pozycji obrońcy.

## Kariera klubowa
Velkoborský karierę rozpoczynał w 1994 roku w czwartoligowym TJ Karlovy Vary-Dvory. Następnie grał w trzecioligowym FK Tachov, a na początku 1996 roku został zawodnikiem Viktorii Pilzno, występującej w pierwszej lidze czeskiej. Jej graczem był do końca sezonu 1998/1999. Następnie występował w innym pierwszoligowcu, Chmelu Blšany, którego zawodnikiem był do połowy sezonu 2002/2003.
Na początku 2003 roku Velkoborský przeszedł do niemieckiego LR Ahlen, grającego w 2. Bundeslidze. Zadebiutował w niej 26 stycznia 2003 w wygranym 2:1 meczu z SSV Reutlingen 05. W Ahlen spędził sezony 2002/2003 oraz 2003/2004. Następnie wrócił do Czech, gdzie został zawodnikiem Baníka Ostrawa. W styczniu 2005 roku został wypożyczony stamtąd do drugoligowej Viktorii Žižkov, a po sezonie 2004/2005, ponownie przeszedł do LR Ahlen, nadal występującego w 2. Bundeslidze.
W 2006 roku Velkoborský odszedł do zespołu SV 07 Elversberg z Regionalligi, gdzie spędził dwa sezony. W kolejnych latach grał jeszcze w Czechach w drużynie FC Buldoci Karlovy Vary, a także niemieckim 1. FC Bad Kötzting. W 2010 roku zakończył karierę.

## Kariera reprezentacyjna
W reprezentacji Czech Velkoborský zadebiutował 15 sierpnia 2001 w wygranym 5:0 towarzyskim meczu z Koreą Południową. W drużynie narodowej rozegrał 2 spotkania, oba w 2001 roku.